# 巴頓縣 (堪薩斯州)
巴頓县（英語：Barton County，縮寫BT）是美国堪薩斯州中部的一個郡，面積2,332平方公里。根據2020年美國人口普查，共有人口25,493人。縣治大本德 （Great Bend）。該縣成立於1867年2月26日，縣名紀念美國紅十字會首任會長克萊拉·巴頓。